# Château d'Aci
Le château d'Aci se trouve à Aci Castello dans la province de Catane, en Sicile.
La fortification est de date incertaine, mais a fortement contribué au développement du territoire au Moyen Âge. Pendant les Vêpres siciliennes, il fut assujetti à la Dame de Roger de Lauria, et donc il fut à un moment sous l'emprise de l'Espagne et plus d'une fois assiégé. Actuellement, il est le siège d'un musée.

## Histoire

### Origines
En 396 av. J.-C. une bataille navale éclate entre Carthaginois et Syracusains dans la mer à proximité du château. Il fut le théâtre d'un second affrontement naval entre le futur empereur Auguste et Sextus Pompée, durant la guerre civile en 37 av. J.-C.
À cette occasion, la puissante flotte du rebelle Sextus Pompée inflige une dure défaite à Auguste.
Les trouvailles des époques grecques et romaines confirment en partie ces batailles. 
Le monticule de basalte d’où surgit le château, était séparé de la terre ferme par un bras de mer, qui fut complètement recouvert par l'éruption de 1169. Historiquement un premier château fut édifié au VIIe siècle apr. J.-C. (ou selon certains au VIe siècle) par les Byzantins sur une fortification préexistante de l'époque romaine vers 38 apr. J.-C. appelé Castrum Jacis et dévolu à la défense de la population contre les Musulmans.
Il est possible de retracer l'histoire du territoire d'Aci du VIIe au XIVe siècle presque uniquement en se fiant aux évènements du château.

### Le règne normand et du Saint-Empire
Le système féodal fut introduit dans la région par les Normands. De vastes territoires furent concédés aux évêques. Dans ce contexte, en 1092 le château lui-même ainsi que les territoires avoisinants furent concédés à l'abbé et l'évêque de Catane Angerio da S. Eufemia. Appelé Castrum Jatium, on parle du premier acte pour le territoire de Aci Castello, il se situe sur les territoires des actuelles communes d'Aci Castello, Aci Sant'Antonio, Acireale, Aci Catena, Aci Bonaccorsi, Valverde (Aci Valverde). Le géographe arabe  Edrisi décrira dans son Libro di Ruggero le territoire d'Aci comme un territoire important.
Le 27 août 1126, l'évêque Maurizio di Catania reçut dans le château d'Aci les reliques de sainte Agathe, rapportées de Constantinople par les chevaliers Goselino et Gisliberto. À l'intérieur d'un bâtiment qui servait probablement de petite chapelle, sont encore visibles quelques traces d'une fresque rappelant l'événement.
L'éruption de 1169 fut précédée le 4 février d'un des plus grands tremblements de terre connus.
La lave de cette éruption recouvrit le territoire d'Aci et on raconte que si elle n'est pas arrivée jusqu'au château elle a au moins recouvert le bras de mer qui le séparait de la côte.
À cette occasion une partie de la population se déplaça dans la zone dite d'Aquilio (du consul romain Manlio Aquilio) et qui serait la zone Est de Anzalone, d’où il a pris le nom d'Aci Aquilia. (d'après d'autres, au contraire, le nom remonterait directement à l'époque romaine).
Le château retournera au domaine en 1239 quand l'empereur Frédéric II du Saint Empire révoqua l'évêque Gualtiero di Palearia.
En 1277, le bourg accolé au château comptait 1 200 âmes.

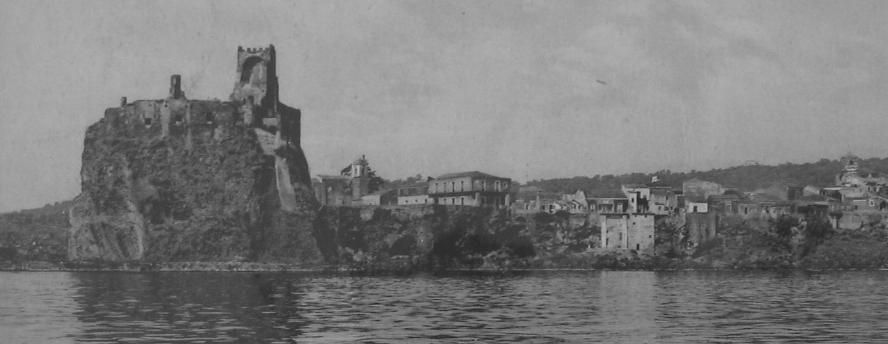
Le château vu depuis la mer (photo des débuts des années 1900)

### La Vêpre et la guerre contre les Napolitains
À la fin du XIIIe siècle, durant la brève période napolitaine, le château passa de nouveau à l'évêque de Catane. Durant les Vêpres, auxquels le bourg participera, Frédéric III d'Aragon concéda l'université d'Aci à l'amiral Roger de Lauria en 1297. La concession prévoyait qu'annuellement, le jour de la Sainte Agathe, devaient être payées 30 onces d'or à l'évêque de Catane, chose qui en réalité ne fut jamais réalisée. C'était la reconnaissance officielle de l'université d'Aci, formée par le château et le territoire environnant des Aci.
Après quelques années, quand Roger de Lauria passa avec les Angevins contre les Aragonais, le roi Frédérique fit attaquer le château, en utilisant une tour mobile en bois nommée 'Cicogna' (cigogne), la reprenant dans les domaines. 
En 1320, Frédéric III d'Aragon céda le territoire du château d'Aci (désormais propriété de Margherita di Lauria, descendante de Roger) à Blasco II Alagona auquel succède son fils Artale I. En 1326 advient le saccage par des troupes de Robert Ier de Naples commandées par Beltrand de Boiax
En 1329, le territoire fut à nouveau dévasté par un terrible tremblement de terre et par une éruption qui atteignit en partie le territoire. Avec la reconstruction, plus au nord naquit Aquilia Nuova (nouvelle Aquilia) ainsi appelée pour se distinguer de la précédente qui fut surnommée la Vetere (l'ancienne).
En 1353, le roi Ludovic d'Aragon à seulement 17 ans meurt au château.
En 1354, le territoire d'Aci fut dévasté et le château attaqué par le maréchal Acciaioli, envoyé en Sicile par Ludovic de Naples.

## Le musée civil
Le musée civil installé à l'intérieur du château se compose de trois sections: minéralogie, paléontologie et archéologie.